# Jezioro Chwarstnickie
Jezioro Chwarstnickie (do 1945 r. niem. Lütten See) – jezioro położone na 
zachód od wsi Chwarstnica, w zachodniej części Pojezierza Zachodniopomorskiego na Równinie Wełtyńskiej. Na południowy zachód od jeziora Wełtyń.
W pobliżu jeziora znajduje się kilkanaście stanowisk archeologicznych: w tym pracownie kamieniarskie z neolitu, osada z przełomu neolitu/brązu czy punkty osadnicze z epoki starożytności umieszczonych na liście zabytków nieruchomych wsi Chwarstnica.